# Directory of Open Access Journals
Le Directory of Open Access Journals (DOAJ) est une base de données bibliographiques qui recense les périodiques scientifiques en ligne qui correspondent à des critères de qualité et de libre accès :
- articles en texte intégral ;
- articles en libre accès (accès gratuit) ;
- articles dont la qualité est contrôlée ("scholarly journals").

Il ambitionne de couvrir tous les sujets et toutes les langues. Ce répertoire est également doté d'un moteur de recherche qui indexe les sites signalés selon le protocole OAI-PMH.

## Historique

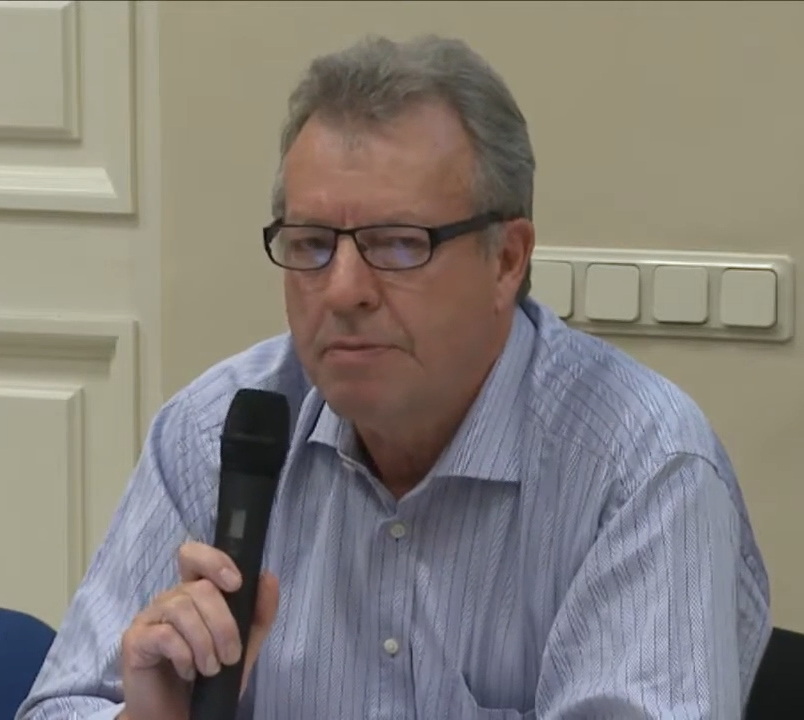
Lars Bjørnshauge en 2013. Il est le fondateur de la base de données.

Après l'Initiative de Budapest, l'Open Society Institute (OSI) lance de nombreux projets relatifs au libre accès dont le Directory of Open Access Journals. L'idée du DOAJ apparaît lors de discussions au cours de la première Nordic Conference on Scholarly Communication en 2002. L'université de Lund, en Suède, est chargée de l'hébergement et de la maintenance du DOAJ jusqu'à janvier 2013. Depuis cette date, le DOAJ est maintenu par IS40A (Infrastructure Services for Open Access). Le 19 mars 2014, le DOAJ met en place de nouveaux critères d'entrée au DOAJ, notamment basés sur les Principles of Transparency and Best Practice in Scholarly Publishing de l'OASPA. Le financement du site est assuré par des soutiens d'institutions de toutes tailles.